# امگاتی
اُمگاتی یکی از ابزارهای ترجمه به کمک رایانه است؛ که با استفاده از زبان برنامه‌نویسی جاوا طراحی شده‌است. این برنامه، برنامه‌ای رایگان است؛ که در ابتدا توسط کیث گادفری در سال ۲۰۰۰ طراحی شد؛ و کار توسعه آن هم‌اکنون بر عهده تیمی به رهبری ماکسیم میخالچوک است.
امگاتی برای مترجمان حرفه‌ای طراحی شده‌است. برخی از ویژگی‌های این نرم‌افزار عبارت‌اند از تقطیع واژگانی بر طبق خواسته کاربر با استفاده از اصطلاحات معمول، حافظه ترجمه (translation memory)، تطبیق غیر دقیق (fuzzy matching)، تطبیق تولیدی (match propagation)، تطبیق بر اساس واژه‌نامه (glossary matching)، جستجوی متن در حافظه‌های ترجمه‌ای و جستجوی واژه‌های کلیدی در منابع.
این برنامه برای اجرا نیازمند برنامه جاوا ۱٫۴ است؛ که برای سیستم‌عامل‌های لینوکس، مک اواس (Mac OS X) و ویندوز ۹۸ مایکروسافت یا بالاتر موجود است.

## پیشینه
امگا تی برای اولین بار توسط کیت گادفری در سال ۲۰۰۰ طراحی شد. موتور اصلی این برنامه ابتدا در ++C نوشته شد، اما اولین نسخه عمومی آن که در فوریه ۲۰۰۱ عرضه شد در جاوا بود.
اولین نمونه جاوای این برنامه از یک قالب اختصاصی حافظه ترجمه‌ای استفاده می‌کرد و برای اجرا نیازمند جاوا ۱٫۳ بود. این نمونه می‌توانست متون یونیکد، متون ساده و اچ‌تی‌ام‌ال را پشتیبانی کند تنها تقطیع ستونی می‌کرد (اغلب تقطیع پاراگراف).
جدیدترین نسخه ثابت این برنامه اکنون نسخه ۱٫۴٫۵ است که قالب‌های متن اصلی بیشتری را پشتیبانی می‌کند و میانای کاربر آن هم ساده‌تر است، اما قابلیت تقطیع آن هنوز به صورت ستونی است. نسخه جدید 1.6 RC 12a که اکنون در حال انتشار است، ویژگی‌های جدید بسیاری دارد و ایرادهای آن هم کمتر است. برخی از این ویژگی‌های جدید عبارت‌اند از قواعد تقطیع انعطاف‌پذیر که تقطیع جمله‌ای را امکان‌پذیر می‌سازد، وارد کردن بهتر TMX (تا اندازه 1.4b level1)، پشتیبانی داک‌بوک، و میانای جدید گرافیکی کاربر.

## روند کار در امگاتی
ابتدا کاربر متن مبدأ، حافظه‌های ترجمه‌ای موجود و واژه‌نامه‌ها را در پوشه فرعی مخصوص پروژه ترجمه قرار می‌دهد. هنگامیکه پروژه را «باز» می‌کنید، امگا تی متون قابل ترجمه را از میان تمامی متون جدا می‌کند. با ترجمه هر قسمت امگا تی قسمت ترجمه شده را به حافظه ترجمه‌ای اضافه می‌کند. در نهایت امگا تی متن نهایی را از طریق تلفیق حافظه با متن مبدأ به وجود می‌آورد.
در طول ترجمه تطبیق‌های غیر دقیق و تطبیق‌های واژه‌نامه‌ای برای واحدی که برای ترجمه باز شده‌است، در پنجره کناری که مخصوص نمایش تطبیق/واژه‌نامه است نمایش داده می‌شود. مترجم سپس می‌تواند با استفاده از کلیدهای فوری صفحه کلید، تطابیق غیر دقیق را در متن وارد کند. تطابیق غیر دقیق را می‌توان به صورت خودکار نیز به متن اضافه کرد.
مترجم می‌تواند هر زمان که بخواهد در حالیکه یک پروژه باز است، متن دیگری را با استفاده از قسمت نمایش پوشه‌های پروژه باز کند. او همچنین می‌تواند در حالیکه مشغول به کار بر روی یک واحد است با استفاده از کلیدهای فوری یا دابل کلیک، واحد دیگری را که مناسب می‌داند باز کند.
هر زمان که متن مبدأ دیگری، حافظه‌های ترجمه‌ای یا واژه‌نامه‌ای جدید به پروژه اضافه می‌شود یا تغییری به صورت دستی در آن پرونده‌ها صورت می‌گیرد، مترجم باید دوباره پروژه را در امگا تی باز کند تا امگا تی بتواند واحدهای اضافه شده جدید را تشخیص دهد. همچنین در صورتی که در حال ترجمه، تغییری در قواعد تقطیع صورت گیرد، پروژه باید دوباره در امگا تی باز شود.

## تعامل میان مترجمان
مترجمانی که از ابزارهای مختلف ترجمه به کمک رایانه استفاده می‌کنند تنها در ۲ صورت می‌توانند حافظه‌های خود در اختیار یکدیگر بگذارند: ۱)یکی یا هر دو برنامه می‌توانند قالب مخصوص برنامه دیگر را وارد/صادر کنند. ۲) هر دو برنامه می‌توانند یک قالب میانه را وارد/صادر کنند. امگا تی قادر به انجام روش دوم است. این برنامه قادر است قالب میانه استاندارد در این صنعت که TMX (تبادل حافظه ترجمه‌ای) است را وارد/صادر کند.
پرونده‌های واژه‌نامه امگا تی، پرونده‌های متنی ساده با قالب جدولی هستند که در آن‌ها متن مبدأ در ردیف اول و متن مقصد در ردیف دوم قرار می‌گیرد. امگا تی ردیف‌های اضافی را نادیده می‌گیرد و از آن‌ها می‌توان برای هر کاری (مثلاً توضیحات کاربر) استفاده کرد. امگاتی قالب واژه‌نامه استاندارد TBX که توسط LISA‏ تولید شده‌است را پشتیبانی نمی‌کند.

## قالب‌های قابل پشتیبانی متن مبدأ
امگا تی می‌تواند قالب‌های زیر را ترجمه کند: پرونده‌های متنی (هر قالب متنی که در جاوا خوانده می‌شود) که توسط برنامه‌هایی مثل یونی‌کد، ‏HTML/‏اکس‌اچ‌تی‌ام‌ال رمز گذاری شده‌اند، پرونده‌های جاوا، StarOffice، ‏اپن‌آفیس و سندباز (اودی‌اف)، پرونده‌های داک‌بوک، پرونده‌های Portable Object و پرونده‌هایی با ساختار «Key=Value». امگا تی همچنین قابلیت اجرای پرونده‌هایی را دارد که با استفاده از متون تگ گذاری شده به همانگونه‌ای که دیگر ابزارهای حافظه ترجمه‌ای انجام می‌دهند، قالب شده‌اند.
امگا تی نمی‌تواند مستقیماً قالب‌های Word، ‏Excel و PowerPointاز برنامه‌های مایکروسافت آفیس را پشتیبانی کند. با این حال پرونده‌های مایکروسافت آفیس را به خوبی می‌توان با استفاده از OpenOffice.org 2.0‏ که امگا تی آن‌ها را پشتیبانی می‌کند را فراهم می‌کند- تبدبل می‌کند.
پرونده‌هایی با قالب‌هایی مثل لاتک، TeX, POD و غیره را به راحتی می‌توان با استفاده از po4a utility‏ - به Portable Object تبدیل کرد.
امگا تی همچنین رسماً قالب‌های WordML، ‏ExcelML و Latex یا قالب‌های بومی‌سازی مثل پرونده‌های تمیز نشده ترادوس (Trados uncleaned files) یا پرونده‌های XLIFF را پشتیبانی نمی‌کند. اما این قالب‌ها را می‌توان در امگا تی با تغییر قواعد تقطیع یا تغییرات جزئی در کدگذاری‌ها ترجمه کرد.

## قالب‌های واژه‌نامه و حافظه قابل پشتیبانی
امگا تی می‌تواند TMX نسخه 1.4b level ۱ را صادر/وارد کند (به عبارت دیگر امگا تی قادر به حفظ اطلاعات متنی است، اما قالب‌های علامت گذاری شده را نمی‌تواند حفظ کند). برای واژه‌نامه‌ها امگا تی از پرونده‌های متنی ساده با قالب جدولی استفاده می‌کند.
حافظه ترجمه‌ای داخلی امگا تی برای کاربران قابل مشاهده نیست، اما هر بار که پروژه ترجمه به صورت خودکار ذخیره می‌شود (این کار پس از هر ۵ قسمت انجام می‌شود)، تمامی واحدهای ترجمه‌ای جدید یا بروز شده وارد شده و به دو حافظه TMX خارجی افزوده می‌شوند.
از این دو، یکی به شکل استاندارد نیست و قابل استفاده برای کاربران امگا تی نمی‌باشد، زیرا دارای قالب نحو علامت‌گذاری برای اسناد تک‌گذاری شده‌است که مخصوص به برنامه امگا تی است. دومی در قالب استاندارد است و قالب علامت گذاری شده ندارد، زیرا برای تبادل با کاربران انواع دیگر ابزارهای حافظه ترجمه‌ای تهیه شده‌است.

## سندسازی
هنگامیکه برنامه امگا تی را باز می‌کنید، همراه آن یک راهنما نیز باز می‌شود. راهنمای کامل کاربر این برنامه که توسط مارک پرایر تهیه شده در بسته نصب امگا تی تعبیه شده‌است. هر دوی راهنماها به چندین زبان ترجمه شده‌اند. مارک پرایر همچنین راهنمای ASAD را نوشته‌است که در بر گیرنده اطلاعات اضافی (بعلاوه اطلاعات قدیمی در مورد نسخه‌های قبلی امگا تی) برای کاربران حرفه‌ایست. راهنمایی‌های آرشیو شده گروه‌کاربران امگا تی نیز برای همه کاربران قابل استفاده و جستجوست.

## توسعه و بومی‌سازی
کار توسعه کدها هم‌اکنون بر عهده تیمی به رهبری ماکسیم مایخالچوک است. دیگر کسانی که هم‌اکنون به توسعه کدها کمک می‌کنند عبارت‌اند از ساشا چوا، کیم برونینگ، هنری پیچ‌فرز و بنیامین سیبند. کار این افراد پاسخ‌گویی به گزارش‌ها موارد خطای نرم‌افزار و نیاز برای نرم‌افزار بروز شده‌است.
میانای کاربر امگا تی و مجموعه اسناد این نرم‌افزار نیز به چندین زبان ترجمه شده‌است. نمونه‌های بومی سازی شده نسخه ۱٫۴٫۵ از این نرم‌افزار عبارت‌اند از:
بلاروسی،
اسپرانتو،
فرانسوی،
آلمانی،
ایتالیایی،
ژاپنی،
روسی و
اسپانیایی
از کاربران امگا تی دعوت شده‌است تا هر ابزاری را که خودشان شخصاً در پاسخ به آن دسته از نیازهای مترجمان که هنوز مورد توجه گروه امگا تی قرار نگرفته‌است، طراحی کرده‌اند را اهدا کنند.

## نرم‌افزار مرتبط
ابزارهای چندی توسط اشخاص ثالث طراحی و اهدا شده‌اند که از آن‌ها می‌توان در کنار نسخه‌های پیشین امگا تی استفاده کرد.
ابزارهای تهیه شده توسط اشخاص ثالث در وبگاه امگاتی یا فضای وب میلینگ لیست کاربر عبارت‌اند از:
OpenOffice.org segmenter macros، نوشتهٔ بنیامین سیبند

ابزار هم‌ترازکننده (aligner utility)، نوشتهٔ دیدیر بریل

ابزار هم‌ترازکننده (aligner utility)، نوشتهٔ دیدیر بریل

تبدیل‌کننده Wordfast TMX، نوشتهٔ دیمیتری

انتخاب‌کننده زبان، نوشتهٔ دیمیتری

ابزار ادغام‌کننده TMX، نوشتهٔ هنری پیجفر

ابزار تمیزکننده متن TMX ‏(TMX cleaner tool) نوشتهٔ هنری

چک‌کنندهٔ خارجی املاء (external spell-checker)، نوشتهٔ مارک پرایر

ابزار انقطاع جمله، نوشتهٔ مارک

دو ساختار چک‌کننده املاء، نوشتهٔ ساموئل موری

ابزار پیچیده برای ایجاد پرونده‌های تمیز نشده ترادوسٔ نوشتهٔ ساموئل

ماکرو برای برداشتن تگ‌های داخلی از پرونده‌های TMX، نوشتهٔ سونجا توماسکوویچ
برنامه چنگال قسمتی از نسخه ۱٫۴٫۵ نرم‌افزار امگا تی به نام «امگات» است که بخشی از مجموعه «امگا تی+» در سری ابزارهای ترجمه. این برنامه اکنون تعدادی از زیر دسته‌های عملکردهای امگا تی ۱٫۴٫۵ را پشتیبانی می‌کند؛ در حالیکه شماره نسخه آن در هنگام نوشتن ۱٫۴٫۶ است. به نظر می‌رسد قرار است عملکردهایی به امگا تی افزوده شود که تا کنون جزء برنامه‌های توسعه آن نبوده‌است. مجموعه ابزارهای ترجمه اغلب بسته‌ای از برنامه‌های کمکی است که در بالا ذکر شد.
ابزار جداسازی متن محصول Okapi Framework گزینه‌ای دارد که با استفاده از آن می‌توان درخت پوشه پروژه امگا تی را ایجاد کرد.
برنامهٔ هم‌ترازکنندهٔ (aligner) ‏bitext2tmx تهیه شده توسط مایکل فورکادا سوزانا سانتوس، را نیز می‌توان در کنار برنامه امگا تی استفاده کرد.